# Ли Юньци
Ли Юньци́ (кит. упр. 李昀琦, пиньинь Lǐ Yúnqí; род. 28 августа 1993, Чжэнчжоу) — китайский пловец, призёр Олимпийских игр.
В 2009 году завоевал серебряную медаль Восточноазиатских игр. В 2010 году стал обладателем золотой медали Азиатских игр. В 2011 году Ли Юньци стал обладателем бронзовой медали чемпионата мира, а в 2012 — бронзовой медали Олимпийских игр.